# Caedicia
Caedicia är ett släkte av insekter. Caedicia ingår i familjen vårtbitare.

## Bildgalleri

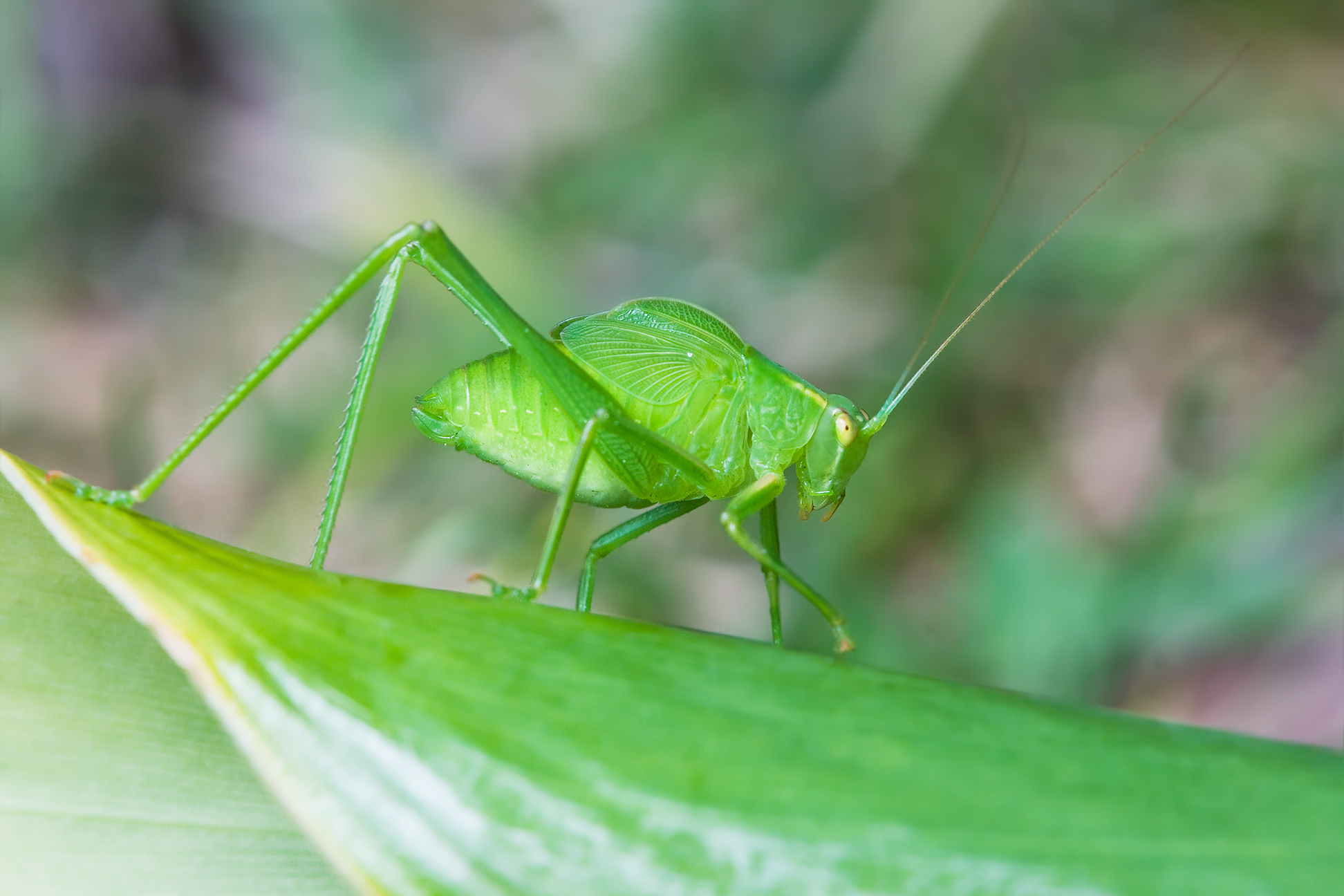
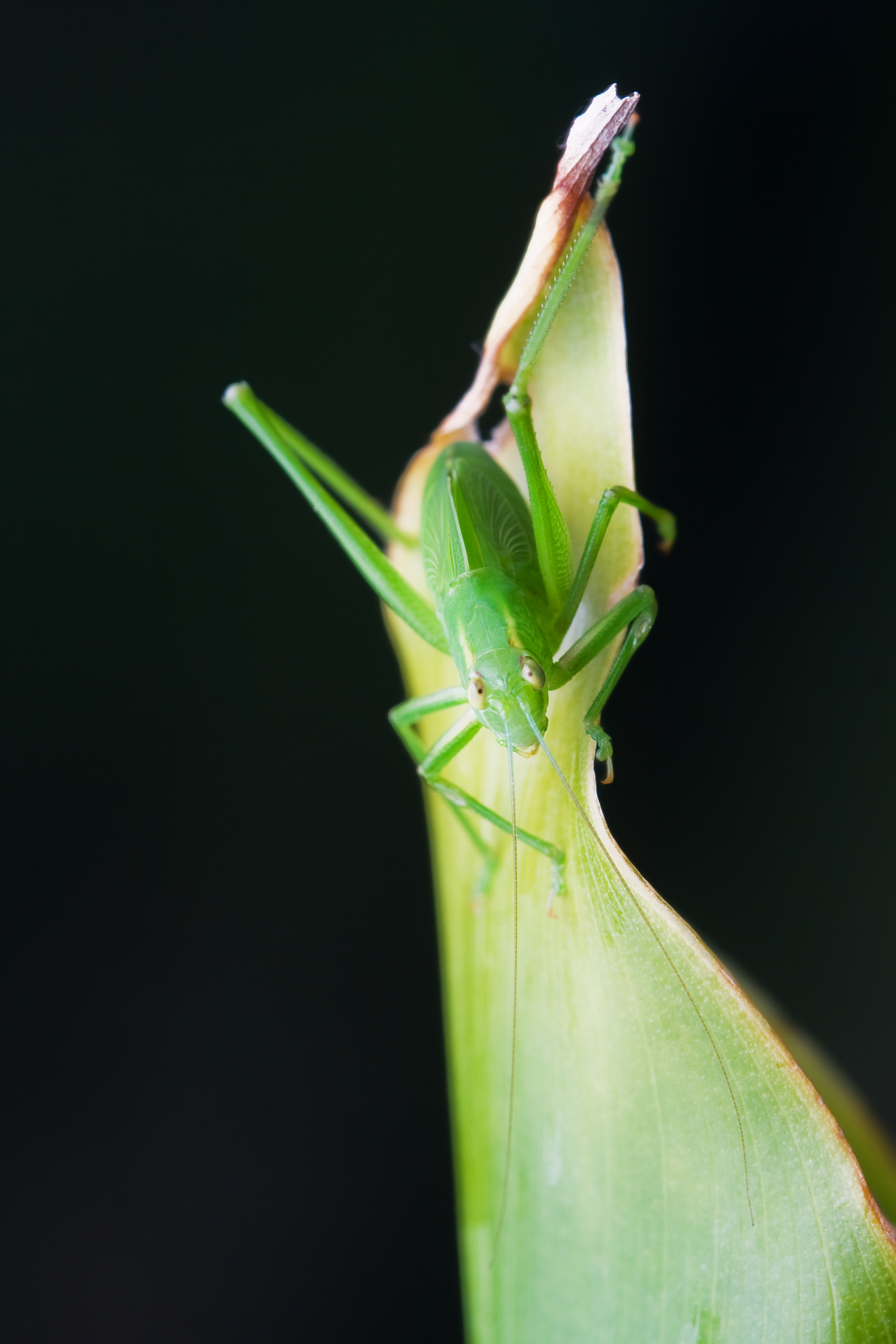
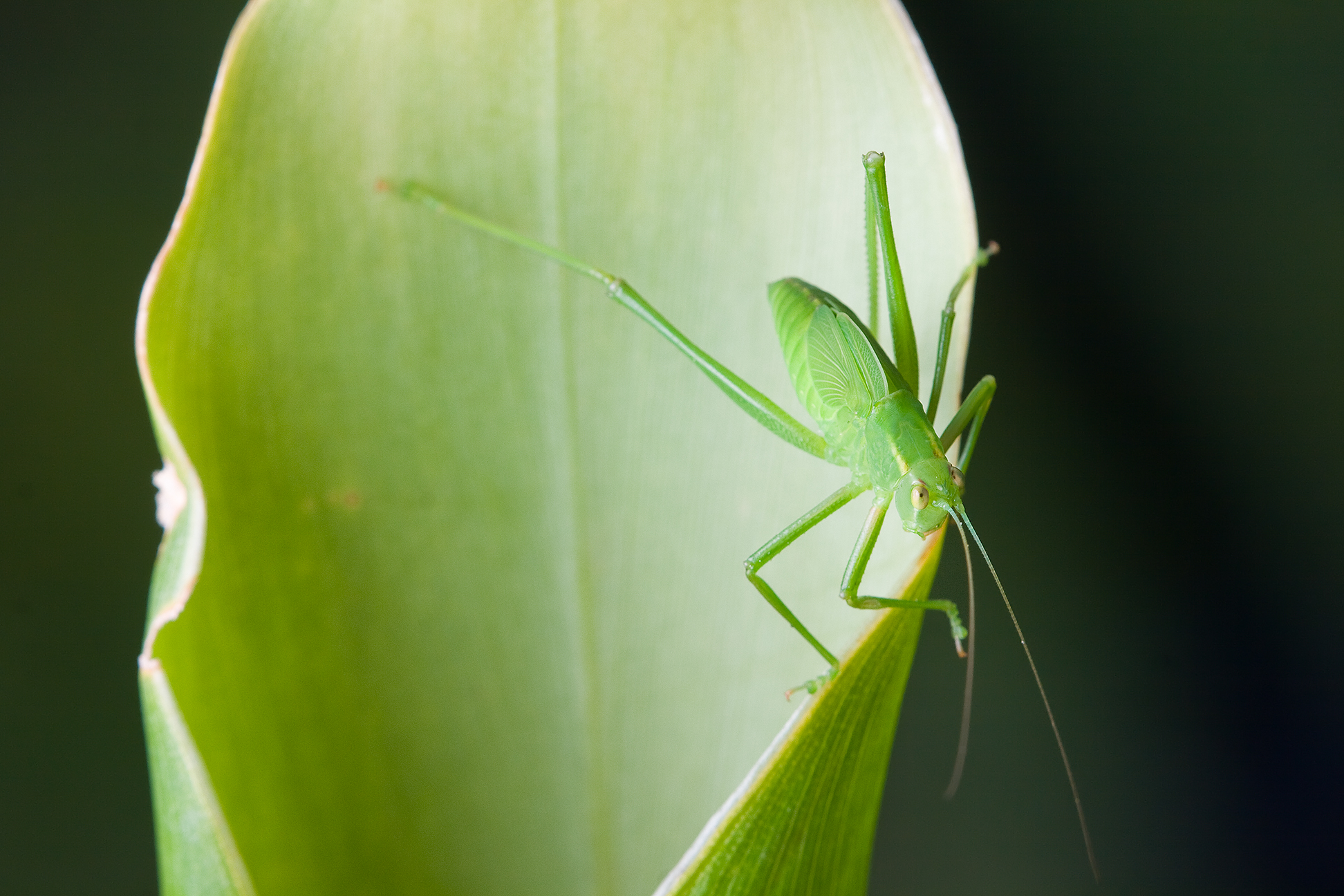
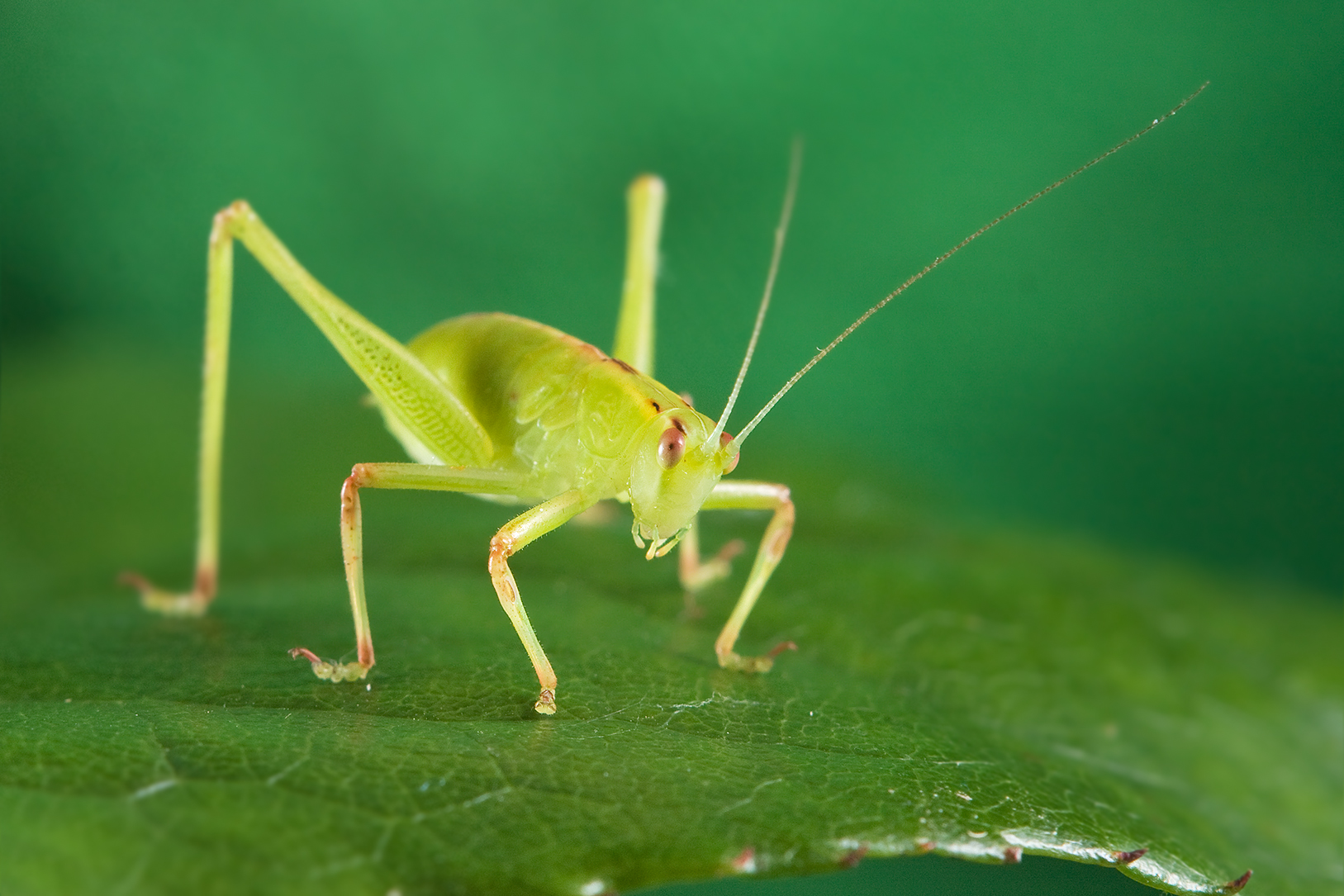
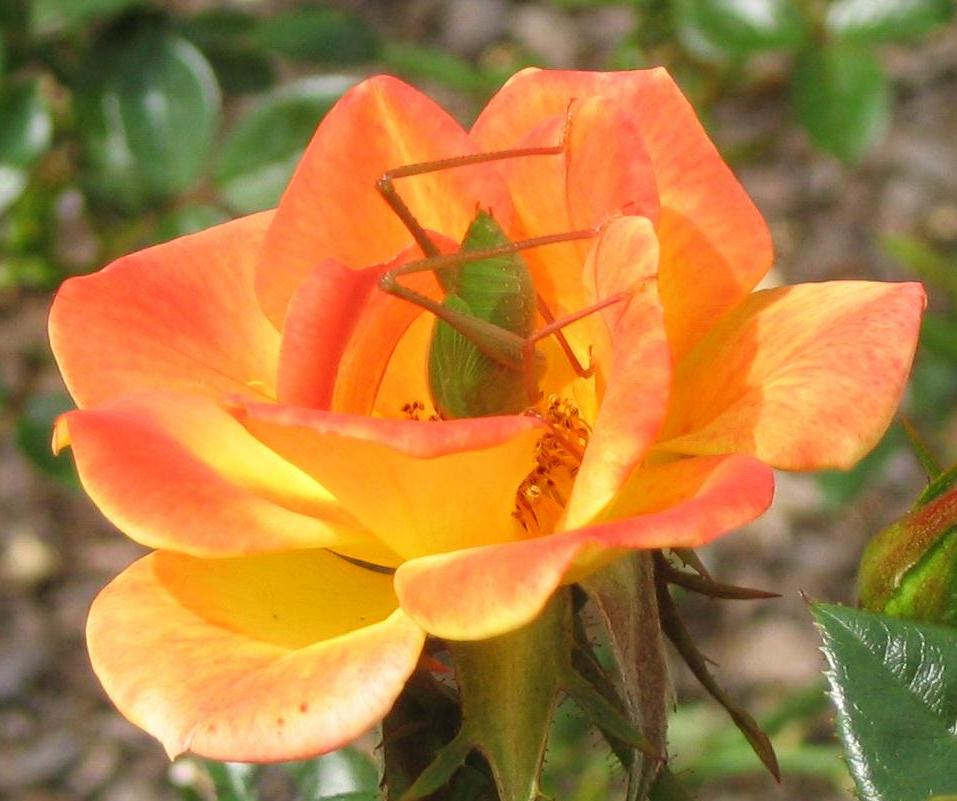

## Dottertaxa tillCaedicia, i alfabetisk ordning[1]
- Caedicia acutifolia
- Caedicia affinis
- Caedicia albidiceps
- Caedicia araucariae
- Caedicia bispinulosa
- Caedicia chloronota
- Caedicia chyzeri
- Caedicia clavata
- Caedicia concisa
- Caedicia congrua
- Caedicia extenuata
- Caedicia flexuosa
- Caedicia gloriosa
- Caedicia goobita
- Caedicia gracilis
- Caedicia halmaturina
- Caedicia hirsuta
- Caedicia inermis
- Caedicia kuranda
- Caedicia longipennis
- Caedicia longipennoides
- Caedicia marginata
- Caedicia mesochides
- Caedicia minor
- Caedicia noctivaga
- Caedicia obtusifolia
- Caedicia pictipes
- Caedicia porrecta
- Caedicia punctifera
- Caedicia scalaris
- Caedicia septentrionalis
- Caedicia simplex
- Caedicia strenua
- Caedicia thymifolia
- Caedicia valida
- Caedicia webberi